# Yoram Gutgeld
Itzhak Yoram Gutgeld (Tel Aviv, 14 dicembre 1959) è un dirigente d'azienda e politico israeliano naturalizzato italiano.

## Biografia
Originario di una famiglia ebrea polacca sfuggita alle persecuzioni hitleriane e rifugiatasi in Palestina britannica, Gutgeld è nato e cresciuto a Tel Aviv; oggi vive a Milano.
Nel 1984 si laurea in matematica e filosofia (Bachelor of Science e Master of Arts) all'Università Ebraica di Gerusalemme. Svolge il servizio militare nell'Israel Defense Forces: dapprima selezionato nella Unit 8200, sceglie poi di entrare in un reparto normale. Nel 1989 ottiene un Master in business administration e Ph.D presso l'Università della California a Los Angeles e nello stesso anno arriva in Italia per uno stage estivo nella sede milanese di McKinsey & Company, insieme, fra gli altri, a Vittorio Colao. In quel contesto conosce la futura moglie e decide perciò di stabilirsi in Italia. Diventa quindi cittadino italiano e fa carriera in McKinsey diventandone senior partner e direttore, nonché responsabile della grande distribuzione a livello europeo e aprendo e dirigendo gli uffici di McKinsey in Israele.

### Impegno politico

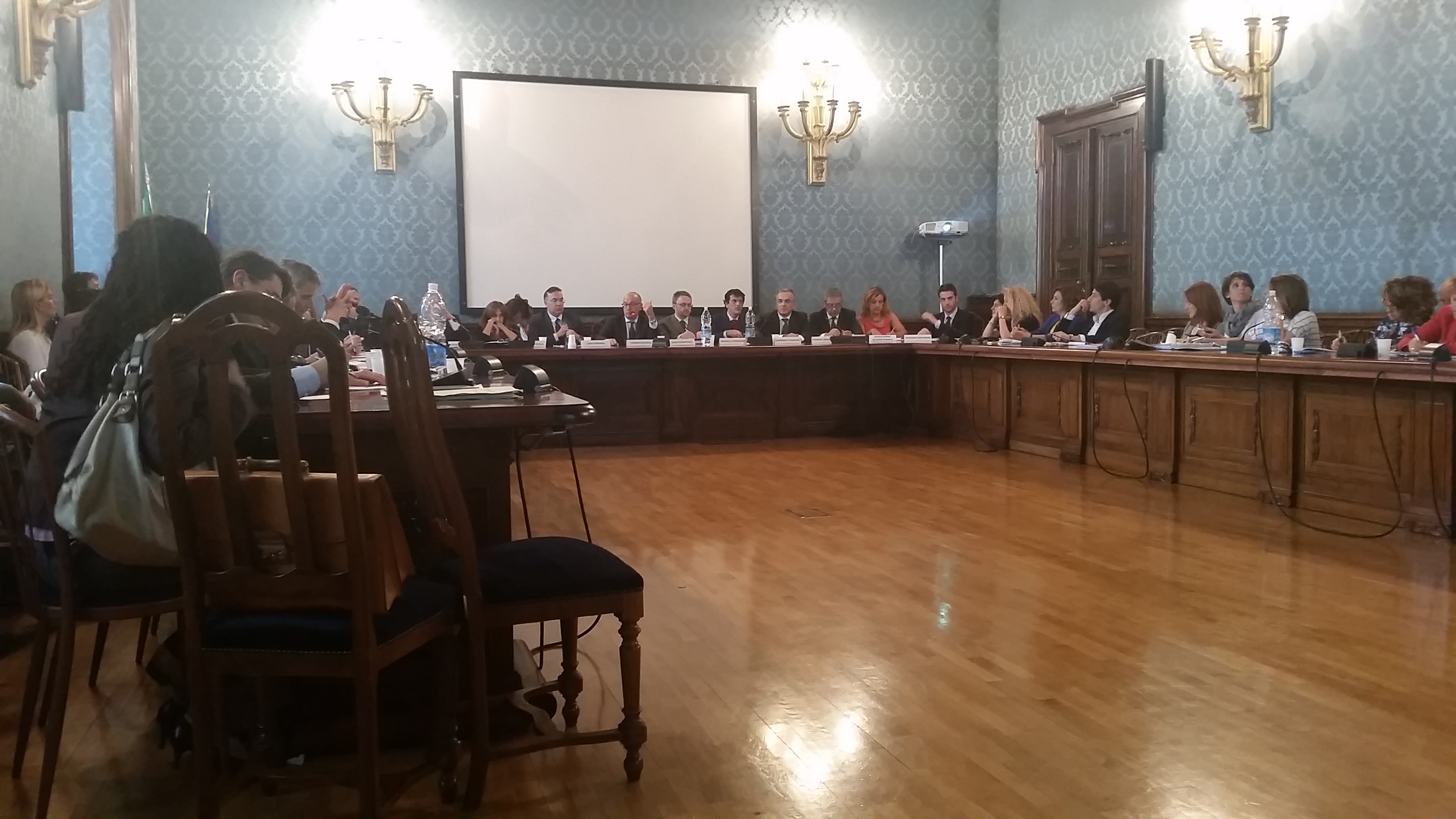
Gutgeld presiede la prima riunione delle 35 centrali acquisti il 4 giugno 2015 presso la "sala azzurra" del Ministero dell'economia e delle finanze.

Nel luglio 2012 conosce Matteo Renzi del quale diventa in breve tempo il principale consigliere economico.
Alle elezioni politiche del 2013 viene eletto deputato, nelle liste del Partito Democratico nella circoscrizione Abruzzo.
Nel febbraio del 2014 Renzi diventa capo del governo e in settembre Gutgeld diventa consigliere del presidente e, da marzo 2015, commissario alla revisione della spesa.
Gutgeld è l'ideatore del programma di riduzione delle tasse compresa la misura degli 80 euro. Gutgeld avvia il programma del governo Renzi di riduzione di costi generando un risparmio strutturale di 33 miliardi di euro attraverso riforme quali la concentrazione degli acquisti pubblici in 35 centrali acquisti il numero di stazioni appaltanti deputate a gestire le grandi gare. Viene rimosso dall'incarico nel 2018 dal governo Conte I.
Gutgeld è membro della Commissione Trilaterale.
Alle elezioni politiche del 2018 non è più ricandidato in parlamento, in quanto escluso dalle liste del Partito Democratico.

## Opere
- Roger Abravanel e Yoram Gutgeld, Scelte coraggiose per sviluppare un'economia di servizi, Roma, Sipi, 2006, ISBN 88-7153-033-0.
- Yoram Gutgeld, Più uguali più ricchi, Milano, Rizzoli Editore, 2013, ISBN 978-88-17-07056-0.